# Die Simpsons/Staffel 4
Die vierte Staffel der US-amerikanischen Zeichentrickserie Die Simpsons wurde erstmals vom 24. September 1992 bis zum 13. Mai 1993 auf dem US-amerikanischen Sender Fox gesendet. Die deutschsprachige Erstausstrahlung sendete ProSieben vom 14. April 1994 bis zum 31. Juli 1994. Ausnahmen sind die Folge Bühne frei für Marge, die bereits früher synchronisiert und noch vom ZDF zum ersten Mal ausgestrahlt wurde, und die Folgen Wir vom Trickfilm und Prinzessin von Zahnstein, welche im späten 1996 erstausgestrahlt wurden.

## Figuren
| Figuren                        | Originalsprecher | Synchronsprecher   |
| ------------------------------ | ---------------- | ------------------ |
| Homer Simpson                  | Dan Castellaneta | Norbert Gastell    |
| Marge Simpson                  | Julie Kavner     | Elisabeth Volkmann |
| Bart Simpson                   | Nancy Cartwright | Sandra Schwittau   |
| Lisa Simpson                   | Yeardley Smith   | Sabine Bohlmann    |
| Maggie Simpson                 | Nancy Cartwright | Sabine Bohlmann    |
| ► Synchronisation der Simpsons |                  |                    |

## Entwicklung und Produktion
Wie schon in der dritten Staffel fungierten Al Jean und Mike Reiss als Show Runner der Serie. Einige Drehbuchautoren, die schon seit der ersten Staffel zur Crew gehören, verließen die Serie. Die letzte Folge, die von der ersten Generation an Autoren geschrieben wurde, war Am Kap der Angst, die dann erst in der fünften Staffel ausgestrahlt wurde. Jay Kogen, Wallace Wolodarsky und Jeff Martin beendeten nach Fertigstellung der vierten Staffel ihre Arbeit als Autoren der Serie. David M. Stern und Jon Vitti schrieben ebenso keine Drehbücher mehr, kehrten jedoch zu späteren Staffeln zurück. Auch für die beiden Show Runner, Jean und Reiss, war es ihre letzte gemeinsame Staffel bei den Simpsons, ehe sie sich ihrem neuen gemeinsamen Projekt widmeten. Jean selbst kehrte nach mehreren Jahren Abwesenheit zu den Simpsons zurück und ist seit der 13. Staffel der alleinige Show Runner der Serie. Rich Moore, der bei den Simpsons für über 15 Folgen als Regisseur zuständig war, begleitete Jean und Reiss und war fortan einer der Regisseure bei The Critic; auch er kehrte zu den Simpsons zurück und war für mehrere kleine Szenen am Simpsonsfilm zuständig. George Meyer und John Swartzwelder blieben bei der Serie, während Conan O’Brien, Frank Mula und die zukünftige Show Runner, Bill Oakley und Josh Weinstein jeweils ihre ersten Drehbücher schrieben. Einmalige Autorenarbeit hatten in der vierten Staffel Adam I. Lapidus, Gary Apple und Michael Carrington.
Sam Simon, Show Runner der ersten beiden Simpsons-Staffeln, war in der vierten Staffel noch Mitglied des Autorenteams; danach beendete er seine Arbeit für die Simpsons. Simon geriet vorher in eine Auseinandersetzung mit Serienerfinder Matt Groening, Produzenten James L. Brooks und dem Produktionsunternehmen Gracie Films. Bevor Simon sich aber endgültig von den Simpsons verabschiedete, handelte er einen Vertrag aus, der ihm weitere Gewinnanteile zugesteht und das Einblenden seines Namens am Ende einer Folge verpflichtet, obwohl er selbst nie wieder für die Show arbeitete.
Die vierte Staffel wurde erstmals nicht mehr von Klasky Csupo, sondern von Film Roman produziert. Zuvor hatte sich Gracie Films, die die Rechte an den Simpsons besitzt entschieden, nicht mehr mit Klasky Csupo arbeiten zu wollen. Sharon Bernstein von der Los Angeles Times schrieb, dass die Führungskräfte von Gracie Films unzufrieden mit der Arbeit von Klasky Csupo waren und sie sich deshalb entschieden haben, Film Roman als neuen Produktionspartner zu engagieren.
Ursprünglich waren für die vierte Staffel 24 Folgen angeordnet, jedoch entschieden die Produzenten, dass nur 22 Folgen zur vierten Staffel gehören und die restlichen beiden erst mit der fünften Staffel ausgestrahlt werden. So wurden Krise im Kamp Krusty und Bühne frei für Marge als Episoden 1 und 2 der fünften Staffel bestimmt. Brooks schlug vor, dass das Skript für Krise im Kamp Krusty erweitert werden sollte, um daraus einen abendfüllenden Film zu gestalten. Jedoch entschied man sich dagegen, und so wurde gerade einmal die Mindestlänge einer Folge erreicht. Man entschied sich dann dazu, die Folge als Staffelpremiere der fünften Staffel zu zeigen. Al Jean selbst sagte dazu:

“First of all, if we make it into the movie then we don't have a premiere, and second if we can't make 18 minutes out of this episode how are we supposed to make 80?”

„Zuallererst, wenn wir diese Episode zum Film erweitern würden, hätten wir keine Staffelpremiere mehr und zweitens schaffen wir es ja nicht einmal 18 Minuten zu produzieren, wie sollen wir dann 80 machen?“

## Episoden
| Nr. (ges.) | Nr. (St.) | Deutscher Titel                | Originaltitel                              | Erstausstrahlung (USA) | Deutschsprachige Erstausstrahlung (D) | Regie           | Drehbuch                                                                        | Prodc. |
| --- | --------- | ------------------------------ | ------------------------------------------ | ---------------------- | ------------------------------------- | --------------- | ------------------------------------------------------------------------------- | ------ |
| 60 | 1         | Krise im Kamp Krusty           | Kamp Krusty                                | 24. Sep. 1992          | 14. Apr. 1994                         | Mark Kirkland   | David M. Stern                                                                  | 8F24   |
| Bart und Lisa fahren in das Sommerlager „Camp Krusty“, aber stellen dort fest, dass unmotivierte Mitarbeiter die Kinder grausam behandeln. Unter der Führung von Bart übernehmen die Campbewohner jedoch nach einem Aufstand das Lager. Schließlich erscheint Krusty und tritt mit den Kindern als Entschädigung eine Reise nach Mexiko an. |           |                                |                                            |                        |                                       |                 |                                                                                 |        |
| 61 | 2         | Bühne frei für Marge           | A Streetcar Named Marge                    | 1. Okt. 1992           | 16. Feb. 1993                         | Rich Moore      | Jeff Martin                                                                     | 8F18   |
| Marge bekommt eine Rolle in der Musicalversion von „Endstation Sehnsucht“ – und Maggie kommt in eine Tagesstätte. Gaststars: Jon Lovitz und Phil Hartman |           |                                |                                            |                        |                                       |                 |                                                                                 |        |
| 62 | 3         | Ein gotteslästerliches Leben   | Homer the Heretic                          | 8. Okt. 1992           | 21. Apr. 1994                         | Jim Reardon     | George Meyer                                                                    | 9F01   |
| Homer bleibt zuhause, während Marge mit den Kindern in die Kirche geht. Er nutzt seine Freiheit, tanzt in seiner Unterwäsche herum, backt seine Lieblingswaffeln und sieht fern. Homer genießt die freie Zeit so sehr, dass er beschließt, jeden Sonntag zuhause zu bleiben. Er konfrontiert Marge mit seinem Entschluss und verkündet gleichzeitig, dass er von nun an seine eigene Religion praktizieren wolle. Marge ist darüber erschüttert, aber in der gleichen Nacht träumt Homer, dass Gott seinen neuen Glauben unterstützt. Am nächsten Sonntag bleibt Homer wieder zuhause – er holt seine “Playdude”-Magazine aus dem Schrank und raucht eine Zigarre. Als er einschläft, löst er mit der Zigarrenglut ein Feuer aus. Homer ist in den Flammen gefangen, doch zum Glück stellt sich Flanders der Hitze und zieht ihn ins Freie. Die Freiwillige Feuerwehr Springfields bestehend aus Apu, Krusty und Reverend Lovejoy versuchen zu retten, was zu retten ist. Reverend Lovejoy versichert Homer, dass Gott nichts gegen ihn habe, sondern sich in den Herzen derer befinde, die ihm geholfen haben. Homer kehrt sich von seiner neuen Religion ab und besucht am nächsten Sonntag wieder den Springfielder Gottesdienst, wo er aber schnell einschläft. Homer tanzt allein zu Hause in seiner Unterwäsche wie Tom Cruise in “Lockere Geschäfte”. Während Flanders Homer rettet, brennt der Boden unter seinen Füßen wie in der Rettungsszene von “Backdraft – Männer, die durchs Feuer gehen”. |           |                                |                                            |                        |                                       |                 |                                                                                 |        |
| 63 | 4         | Lisa, die Schönheitskönigin    | Lisa the Beauty Queen                      | 15. Okt. 1992          | 28. Apr. 1994                         | Mark Kirkland   | Jeff Martin                                                                     | 9F02   |
| Ein Zeichner fertigt während eines Schulkarnevals eine Karikatur von Lisa an. Sie ist von dem Bild so entsetzt, dass sie prompt einen Minderwertigkeitskomplex entwickelt. Währenddessen gewinnt Homer eine Fahrt mit dem Duff-Bier-Zeppelin. Als Homer Lisas Unsicherheit über ihr Aussehen bemerkt, verkauft er das Ticket, um die 250 Dollar Startgeld zusammenzukratzen und Lisa bei dem Schönheitswettbewerb “Kleine Miss Springfield” anzumelden. Lisa will zunächst an dem Wettbewerb nicht teilnehmen. Erst als Marge ihr erzählt, dass Homer aus Liebe zu ihr sein Duff-Zeppelin-Ticket verkauft habe, willigt sie ein. Marge lässt Lisa von Schönheitsexperten komplett verwandeln, um ihr Selbstbewusstsein zu steigern und ihre Gewinnchancen zu erhöhen. Allerdings wählt die Jury die professionelle Wettbewerbsteilnehmerin Amber Dempsey zur “Kleinen Miss Springfield” und Lisa wird zweite. Kurz darauf wird Amber vom Blitz getroffen und Lisa erhält den Titel sowie die Ernennung zur Werbeträgerin von Laramie-Zigaretten. Während der Springfield Parade steht Lisa auf dem Laramie-Wagen und verkündet allerdings, dass Zigaretten-Rauchen schlecht für die Gesundheit sei. Sie verliert daraufhin ihren Titel und die Krone. Lisa ist sehr erleichtert und dankt Homer dafür, dass sie durch ihn ihre wahre Schönheit erkannt hat. Gaststar: Bob Hope |           |                                |                                            |                        |                                       |                 |                                                                                 |        |
| 64 | 5         | Bösartige Spiele               | Treehouse of Horror III                    | 29. Okt. 1992          | 12. Mai 1994                          | Carlos Baeza    | Al Jean und Mike Reiss Jay Kogen und Wallace Wolodarsky Sam Simon und Jon Vitti | 9F04   |
| Die Simpsons erzählen sich während einer Halloween-Party Gruselgeschichten: 1. Clown without Pity (Lisas Geschichte) – Homer schenkt Bart eine Puppe von Krusty dem Clown zum Geburtstag, die er im „House of Evil“ gekauft hat. Als Bart an der Kordel der Puppe zieht, lächelt die Puppe und sagt, dass sie ihn sehr gernhat. Als aber Homer mit der Puppe allein ist, erwacht sie zum Leben, spricht und versucht, ihn zu töten. Zu Tode erschrocken bittet Homer die Familie, die Puppe von ihm fernzuhalten. Alle glauben, dass sich Homer alles nur einbildet, bis Marge schließlich sieht, wie die Puppe Homers Kopf umklammert und ihn in die Wasserschale seines Hundes taucht. Ein Service-Mitarbeiter von Krusty wird herbeigerufen. Dieser entdeckt den „Gut/Böse-Schalter“ auf dem Rücken der Clown-Puppe und schaltet auf „Gut“ um. Daraufhin macht Homer die Puppe zu seinem persönlichen Diener. 2. King Homer (Grampas Geschichte) – in den 30er Jahren begeben sich Mr. Burns und Smithers auf eine Expedition, um den Monsteraffen King Homer zu fangen. Als Lockvogel dient ihnen Marge. Auf der Affeninsel angekommen, betäubt Smithers den riesigen Affen mit Lachgas und sie bringen ihn nach Manhattan, wo er auf dem Broadway in einer Freakshow auftreten soll. King Homer zerreißt jedoch seine Ketten, entführt Marge und versucht auf das Empire State Building zu klettern. Allerdings ist er bereits am 2. Stockwerk außer Atem und fällt zurück auf den Asphalt. Marge hat Mitleid mit ihm und wird seine Frau. 3. Dial Z for Zombie (Barts Geschichte) – Bart findet in einer Bibliothek ein Buch in dem steht, wie man Tote zum Leben erwecken kann. Er versucht, Lisas tote Katze Snowball I. wiederzuerwecken. Seine Versuche schlagen allerdings fehl, stattdessen gelingt es ihm versehentlich, sämtliche menschliche Toten des Springfielder Friedhofs, darunter eine Menge historischer Persönlichkeiten, zurück ins Leben zu rufen. Die Zombies steigen aus ihren Gräbern und suchen nach lebenden menschlichen Gehirnen, die ihnen als Nahrung dient. Sie ziehen durch Springfield und saugen die Gehirne aus den Schädeln der Einwohner. Schließlich dringen sie zu den Simpsons vor. Homer will sich für seine Familie opfern, aber die Zombies finden bei Homer kein Gehirn und lassen ihn in Ruhe. Bart findet schließlich in seinem Buch noch einen Spruch, um die Zombies zurück in ihre Gräber zu schicken und die Lage entspannt sich wieder. Lisas Geschichte ist der Folge „Living Doll“ der Fernsehserie Twilight Zone mit Telly Savalas nachempfunden, Grampas Geschichte ist eine Parodie auf King Kong und Barts Geschichte orientiert sich an George Romeros Horrorklassiker Die Nacht der lebenden Toten. |           |                                |                                            |                        |                                       |                 |                                                                                 |        |
| 65 | 6         | Bart wird bestraft             | Itchy & Scratchy: The Movie                | 3. Nov. 1992           | 5. Mai 1994                           | Rich Moore      | John Swartzwelder                                                               | 9F03   |
| Beim Elternabend in der Springfielder Grundschule sagt man Marge, dass Bart eine strengere Erziehung benötige, um zu einem respektierten Erwachsenen zu werden. Marge und Homer sind sich einig, dass sie Bart härter anfassen müssen. Als sich Bart beim nächsten Mal schlecht benimmt, schickt Marge in ohne Abendessen auf sein Zimmer. Der hungernde Bart ist kurz davor, sein Benehmen bessern zu wollen, bis Homer mit einer Pizza auftaucht und so Marges Disziplinierungsversuche untergräbt. Kurz darauf lassen Marge und Homer Bart auf Maggie aufpassen. Die kann Bart aber entkommen, steigt ins Auto, fährt los und kracht gegen die Mauer des Springfielder Staatsgefängnisses. Dieses Mal bleibt auch Homer hart und verhängt eine Strafe: Bart darf sich den neuen „Itchy & Scratchy“-Kinofilm nicht anschauen. Bart ist am Boden zerstört, weil er das einzige Kind in Springfield ist, das den Film nicht sehen darf. Monate später erklärt Bart Homer, dass er gewonnen habe, aber Homer erklärt Bart, sie hätten beide gewonnen. Die Folge endet mit einer Blende in eine ferne Zukunft – Bart ist mittlerweile oberster Verfassungsrichter und er und Homer sehen sich zusammen den Itchy-&-Scratchy-Film an. Der erste Itchy-&-Scratchy-Kurzfilm „Steamboat Itchy“ parodiert den ersten Mickey-Mouse-Cartoon „Steamboat Willie“. In der Blende in die Zukunft wird im Kino „Soylent Green“ verkauft, das in dem Spielfilm „…Jahr 2022… die überleben wollen“ verbreitetes Nahrungsmittel ist. |           |                                |                                            |                        |                                       |                 |                                                                                 |        |
| 66 | 7         | Marge muss jobben              | Marge Gets a Job                           | 5. Nov. 1992           | 19. Mai 1994                          | Jeffrey Lynch   | Bill Oakley und Josh Weinstein                                                  | 9F05   |
| Da Homer zu geizig war einen Gummidichtungsring für die Hauswasseranlage zu kaufen, hat ein tropfender Wasserhahn einen massiven Schaden am Fundament des Simpson-Hauses verursacht. Die Reparatur des Hauses soll 8500 $ kosten. Um das Geld zusammenzubringen, will Marge gegen den Willen ihres Mannes einen Job im Atomkraftwerk von Springfield annehmen. Marge fälscht ihren Lebenslauf und behauptet, Swahili zu sprechen. Smithers ist sehr beeindruckt und gibt ihr eine freigewordene Stelle. In der Schule gibt Bart vor, krank zu sein, um nach Hause zu dürfen und einen Test zu umgehen. Grampa, der für Marge auf die Kinder aufpasst, erinnert Bart an die Geschichte von dem Jungen, der zum Spaß laut „Wolf“ ruft. Als dieser dann tatsächlich von einem Wolf angegriffen wird, halten alle seine Hilferufe für einen weiteren Streich und niemand kommt zu Hilfe. Da Bart die Geschichte nie gelesen hat, macht er sich keine Gedanken darüber. Im Kraftwerk verliebt sich Mr. Burns unterdessen in Marge und befiehlt Mr. Smithers, ein romantisches Abendessen für ihn und Marge zu organisieren. Damit es für die beiden eine unvergessliche Nacht wird, entführt Smithers Tom Jones aus seiner Las Vegas Show. Währenddessen entkommt ein Wolf aus der „Krusty der Clown Show“ und spaziert in die Grundschule von Springfield. Bart, der von dem Tier angegriffen wird, ruft „Wolf!“, aber Mrs. Krabappel ignoriert seine Hilfeschreie. Schließlich greift aber Hausmeister Willie ein und überwältigt das Tier. Inzwischen entdeckt Mr. Burns, dass Marge verheiratet ist und feuert sie. Homer ergreift Partei für seine Frau, was Mr. Burns schwer beeindruckt. Er überlässt den beiden das geplante romantische Abendessen in seiner Villa. Dort singt Tom Jones für sie – noch immer in Ketten. Gaststars: Tom Jones und Phil Hartman |           |                                |                                            |                        |                                       |                 |                                                                                 |        |
| 67 | 8         | Laura, die neue Nachbarin      | New Kid on the Block                       | 12. Nov. 1992          | 26. Mai 1994                          | Wes Archer      | Conan O’Brien                                                                   | 9F06   |
| Neben den Simpsons zieht Laura Powers mit ihrer geschiedenen Mutter Ruth Powers ein. Bart verliebt sich in Laura. Währenddessen möchte Homer mit Marge den frittierenden Holländer besuchen, einem Meeresrestaurant, das mit einem All you can eat Menü wirbt. Er findet aber keinen Babysitter für Bart, Lisa und Maggie, woraufhin Bart vorschlägt, dass Laura auf sie aufpassen solle. Homer bestellt im Restaurant das All you can eat Menü, wird jedoch aus dem Restaurant verwiesen, bevor er satt ist, da es schließt. Er zieht daraufhin mit einem Anwalt vor Gericht. Bart möchte mehr über Frauen erfahren und fragt deswegen bei Grampa Abe und Homer nach, erfährt jedoch von beiden nichts Befriedigendes. Als Laura sich mit Bart im Baumhaus trifft, erzählt sie ihm, dass sie mit Jimbo Jones zusammen sei. Homer lässt sich vor Gericht auf einen Vergleich ein, er darf so viel essen, wie er will, wird dafür jedoch von Horatio McCallister, dem Leiter des Restaurants, als „Fass ohne Boden“ und „Größte Missgeburt der Natur“ zur Schau gestellt, um Kunden anzulocken, was Homer nicht weiter stört. Währenddessen ist Laura wieder als Babysitter bei den Simpsons, wo ihr Freund Jimbo sie besucht. Bart spielt daraufhin einen Telefonstreich mit Moe und behauptet Jimbo zu sein und erklärt ihm, wo er gerade ist. Moe kommt daraufhin mit einem Messer zum Haus der Simpsons, um Jimbo in Stücke zu schneiden. Dieser bricht jedoch in Tränen aus, woraufhin Moe seine Absicht aufgibt und zurück in seine Bar kehrt. Laura erkennt daraufhin, dass Jimbo gar kein Draufgänger ist, wie sie gedacht hat, und macht mit ihm Schluss. Sie meint daraufhin zu Bart, wenn er etwas älter wäre, würde sie sofort mit ihm ausgehen. Die Gerichtsszene in der Gerichtsvollzieher ganze Säcke voller Briefe an den Weihnachtsmann hereinbringen, ist eine Parodie auf den Film Das Wunder von Manhattan (1947) Gaststars: Sara Gilbert und Pamela Reed |           |                                |                                            |                        |                                       |                 |                                                                                 |        |
| 68 | 9         | Einmal als Schneekönig         | Mr. Plow                                   | 19. Nov. 1992          | 9. Juni 1994                          | Jim Reardon     | Jon Vitti                                                                       | 9F07   |
| Nachdem Homer seinen Wagen und die Wagen von Marge zu Schrott gefahren hat, kauft er sich einen Schneepflug. Als Schneeräumer schafft er es zunächst, die Raten abzahlen zu können. Barney macht Homer jedoch mit einem größeren Schneepflug Konkurrenz. Homer will nun dagegen etwas unternehmen. Gaststars: Linda Ronstadt und Adam West |           |                                |                                            |                        |                                       |                 |                                                                                 |        |
| 69 | 10        | Am Anfang war das Wort         | Lisa’s First Word                          | 3. Dez. 1992           | 16. Juni 1994                         | Mark Kirkland   | Jeff Martin                                                                     | 9F08   |
| Die Simpsons versuchen Maggie dazu zu bewegen, ihr erstes Wort zu sagen. Homer bemüht sich, sie zu dem Wort „Daddy“ zu animieren, aber alles was Maggie hören lässt, ist ein Rülpsen. Marge erinnert sich an Barts erste Worte: „Ay, Caramba“ und als Lisa nach ihren ersten Worten fragt, erzählt Marge von 1983, als sie erfahren hat, dass sie mit Lisa schwanger ist. Eine Rückblende in das Jahr 1983 folgt. Da bei den Simpsons nun ein zweites Baby unterwegs ist, machen sich Homer und Marge auf die Suche nach einem größeren Haus. 1983 geht vorbei und 1984 beginnt – und damit auch die Olympischen Sommerspiele von 1984 in Los Angeles. Als Werbeaktion verteilt Krusty-Burger Gewinnkarten zu den olympischen Disziplinen, die Gratisburger für die Kunden bedeuten, für den Fall, dass die USA in der Disziplin eine Goldmedaille gewinnen. Auf den Karten stehen allerdings nur Disziplinen, in denen die Russen Favoriten sind. Da die Russen dann aber die Spiele an ihrem amerikanischen Austragungsort boykottieren und ihre Teilnahme in Los Angeles absagen, gewinnen die Amerikaner mühelos alle Disziplinen und Homer erhält eine gewaltige Menge an kostenlosen Krustyburgern. Als Lisa schließlich zur Welt kommt, fällt es Bart schwer, sich der neuen Situation als großer Bruder anzupassen. Voller Eifersucht auf Lisa und die Aufmerksamkeit, die ihr entgegengebracht wird, unternimmt er einiges, um Lisa als Konkurrenz auszuschalten. Als nichts davon funktioniert, will er davonlaufen. Er ändert jedoch seine Meinung, als Lisa in seinen Raum krabbelt und ihr erstes Wort sagt: „Bart!“. Homer versucht, sie zu bewegen, „Daddy“ zu sagen, aber sie bringt nur „Homer“ heraus. Damit endet die Geschichte. Wieder in der Gegenwart geben die Simpsons ihre Versuche bei Maggie auf. Homer bringt sie ins Bett, macht das Licht aus und verlässt das Zimmer. Als sie allein ist, sagt Maggie ihr erstes Wort: „Daddy“. Die Musik im „Itchy & Scratchy“-Olympia-Cartoon „100-Yard-Gash“ stammt von Vangelis Soundtrack zu dem Film Die Stunde des Siegers Gaststar: Elizabeth Taylor |           |                                |                                            |                        |                                       |                 |                                                                                 |        |
| 70 | 11        | Oh Schmerz, das Herz!          | Homer’s Triple Bypass                      | 17. Dez. 1992          | 3. Juli 1994                          | David Silverman | Gary Apple und Michael Carrington                                               | 9F09   |
| Homer hört beim Autofahren merkwürdige klopfende Geräusche. Er bringt das Auto zum Mechaniker, der ihm sagt, mit dem Auto sei alles in Ordnung – es sei Homers Herz, das die Geräusche macht. Als darüber hinaus noch Mr. Burns Homer beim Donut-Essen während der Arbeitszeit erwischt, ruft er ihn in sein Büro und droht ihm mit Rauswurf. Es kommt zum Streit und als Mr. Burns Homer tatsächlich feuern will, hört dessen Herz tatsächlich kurzzeitig auf zu schlagen. Homer erfährt, dass er einen leichten Herzinfarkt hatte und eine Bypass-Operation benötigt, die 40.000 $ kosten soll. Da er das Geld nicht hat, versucht er, eine Krankenversicherung abzuschließen. Er will gerade die Police unterschreiben, als er einen weiteren Herzinfarkt bekommt. Sein Antrag wird natürlich abgelehnt. Kurz darauf sieht er eine Werbung von Dr. Nick Riviera, der jede Operation für 129,95 $ durchführt. Homer geht in dessen Krankenhaus, da er nichts mehr zu verlieren hat. Um sich über die Operation zu informieren, muss sich Dr. Riviera ein Lehrvideo ausleihen. Dummerweise wurde aber der wichtigste Teil des Videos überspielt. Für alle Fälle verabschiedet sich Homer schon mal von seiner Familie. Der sehr unsichere Dr. Riviera schneidet Homer auf, weiß aber dann nicht mehr weiter. Lisa hat sich jedoch selbst über die Operation informiert und sagt ihm, was er tun muss. Kurz darauf ist Homer wieder ganz der Alte. |           |                                |                                            |                        |                                       |                 |                                                                                 |        |
| 71 | 12        | Homer kommt in Fahrt           | Marge vs. the Monorail                     | 14. Jan. 1993          | 10. Juli 1994                         | Rich Moore      | Conan O’Brien                                                                   | 9F10   |
| Mr. Burns wird erwischt, als er hochgiftigen Müll aus dem Atomkraftwerk in einem Park entsorgt. Er soll 3 Millionen $ Strafe zahlen, die er der Stadt in bar übergibt. Die Einwohner von Springfield besprechen bei einer Stadtversammlung, wie man das Geld am besten nutzen sollte. Ein schnell sprechender Fremder namens Lyle Lanley kommt zur Versammlung dazu und überzeugt die Einwohner mit einem Lied, dass sie von dem Geld eine Einschienenbahn bauen sollten, um Springfields Bekanntheitsgrad zu steigern. Die Einwohner sind hauptsächlich durch das Lied von dem Vorschlag so begeistert, dass alle dafür stimmen – nur Marge ist skeptisch. Homer versucht, die Einschienenbahn zu seinem Vorteil zu nutzen und macht eine Ausbildung zum Triebfahrzeugführer. Währenddessen geht Marge zu Lanleys Büro, um sich für ihre negative Haltung bei der Stadtversammlung zu entschuldigen. Im verlassenen Büro entdeckt sie einen Notizblock mit Zeichnungen, die zeigen, wie Lanley mit dem Geld für die Einschienenbahn verschwindet. Auf eigene Faust fährt sie zu einem der vorigen Auftraggebern Lanleys, der Stadt North Haverbrook, die jetzt total verlassen und heruntergekommen ist: ein Opfer von Lanleys fehlerhaftem und nutzlosen Einschienenbahnprojekts. Sie fährt zurück nach Springfield, um die anderen zu warnen, kommt sie zu spät. Homer hat die Prüfung zum Einschienenbahntriebfahrzeugführer bestanden und tritt die Jungfernfahrt mit Leonard Nimoy und weiteren Passagieren an. Lanley hat sich inzwischen mit dem Geld der Stadt auf den Weg zum Flughafen gemacht. Bei voller Geschwindigkeit versagen die Bremsen und die Einschienenbahn gerät außer Kontrolle. Auf Rettungssysteme hat Lanley verzichtet, um Geld zu sparen. Homer bastelt einen improvisierten Anker zusammen und wirft ihn aus dem Cockpitfenster. Damit kann er die Einschienenbahn zum Stehen bringen, allerdings hat sie bereits einen Großteil der Stadt zerstört. Die Episode wird mit einer Szene eröffnet, die an den Vorspann der US-Zeichentrickserie „Familie Feuerstein“ erinnert. Homer gleitet bei Schichtende auf einem Rohr in seinen Wagen und fährt los, genau wie Fred Feuerstein auf dem Schwanz eines Dinos. Auf Homers Heimfahrt erklingt die Titelmelodie der Feuersteins mit abgeändertem Text. Die Episode enthält mehrere Anspielungen auf den Film The Music Man. So ist die Figur Lyle Lanley dem reisenden Verkäufer Professor Harold Hill nachempfunden, der im Film im fiktiven River City – Iowa eine Band gründen will. Außerdem enthält das „Einschienenbahn-Lied“ Elemente des Liedes „Trouble“ aus demselben Film. Die Szene, in der sich Mr. Burns mit Smithers darauf vorbereiten, illegal Atommüll zu entsorgen, ist mit einer Variation von „Axel F (Axel’s Theme)“ aus Beverly Hills Cop untermalt. Gaststars: Phil Hartman und Leonard Nimoy |           |                                |                                            |                        |                                       |                 |                                                                                 |        |
| 72 | 13        | Selma will ein Baby            | Selma’s Choice                             | 21. Jan. 1993          | 21. Aug. 1994                         | Carlos Baeza    | David M. Stern                                                                  | 9F11   |
| Marge erfährt, dass ihre Tante Gladys gestorben ist. Die Beerdigung findet genau an dem Tag statt, als die Familie eigentlich in den Vergnügungspark „Duff Gardens“ fahren will, woraufhin sie den Ausflug verschieben. Nach dem Gottesdienst zeigt der Rechtsanwalt Lionel Hutz eine Videoaufzeichnung von Gladys Testament, in dem sie Patty und Selma auffordert, Kinder zu bekommen, damit sie nicht ihr ganzes Leben allein zubringen müssen. Selma entschließt sich daraufhin, tatsächlich Mutter zu werden und sucht nach einem anständigen Mann. Allerdings ist der beste, den sie finden kann, Hans Moleman, den sie als zu hässlich empfindet, um als Vater ihrer Kinder in Frage zu kommen. Als letzte Möglichkeit erwägt sie eine Samenspende. Weil aber Homer ausgerechnet an dem Tag, an dem die Simpsons endlich ihren Ausflug nach „Duff Gardens“ nachholen wollen, erkrankt, bittet Marge Selma, mit den Kindern zu fahren, damit sie selbst Homer pflegen kann. Selma soll so auch Gelegenheit bekommen, das Gefühl auszuprobieren, Mutter zu sein. In „Duff Gardens“ treiben Bart und Lisa ihre Tante Selma in den Wahnsinn. Erst verursacht Bart Probleme in der Achterbahn, dann trinkt Lisa bei der „Little Land of Duff“-Bootsfahrt das Wasser und halluziniert. Der Tag entpuppt sich als Selmas schlimmster Alptraum. Sehr froh, Bart und Lisa wieder Zuhause abgeben zu können, entscheidet sie, dass Kinder zu viel für sie sind und adoptiert stattdessen Tante Gladys zahmen Leguan. Gaststar: Phil Hartman |           |                                |                                            |                        |                                       |                 |                                                                                 |        |
| 73 | 14        | Großer Bruder – kleiner Bruder | Brother from the Same Planet               | 4. Feb. 1993           | 17. Juli 1994                         | Jeffrey Lynch   | Jon Vitti                                                                       | 9F12   |
| Homer vergisst, Bart nach dem Fußballtraining abzuholen. Daraufhin wünscht sich Bart einen besseren Vater und bewirbt sich aufgrund einer Fernsehwerbung bei „Bigger Brothers“. Diese Organisation stellt für Jungen, die keine positiven Rollenvorbilder haben, einen erwachsenen Begleiter. Bart behauptet, als Sohn ungewollt zu sein und bekommt, ohne dass Homer etwas davon erfährt, einen „Großen Bruder“ namens Tom. Die beiden verstehen sich gut und machen all die Sachen, die Homer nie mit Bart unternommen hatte. Inzwischen findet Marge heraus, dass Lisa ständig 0190-Nummern anruft, um mit ihrem Lieblingsteeniestar Corey zu sprechen. Obwohl Lisa verspricht, es nie wieder zu tun, kann sie nicht damit aufhören und zeigt alle Symptome einer Suchtkranken. Sie versucht es schließlich mit hartem Entzug und setzt sich zum Ziel, bis Mitternacht ohne weitere Anrufe durchzuhalten. Die Minuten zählend kämpft sie gegen die Versuchung an, kann sich aber scheinbar nicht beherrschen und greift zum Telefon. Später betritt Marge den Raum und findet ihre Tochter schlafend neben dem Telefonhörer. Als Marge den Hörer aufnimmt, hört sie nur die Stimme der Zeitansage – Lisa hat also doch durchgehalten. Homer findet heraus, dass Bart einen „Großen Bruder“ hat und will es ihm mit gleicher Münze heimzahlen. Er stellt sich selbst der Organisation zur Verfügung und wird selbst „Großer Bruder“ eines Jungen namens Pepi. Gemeinsam unternehmen sie alles, wozu Homer Lust hat. Im Aquarium begegnen Homer und Pepi Bart und Tom. Da Tom Homer für einen Rabenvater hält, beginnt er eine Prügelei. Bart, der nicht will, dass Homer etwas zustößt, versöhnt sich mit seinem Vater und Tom wird Pepis „Großer Bruder“. Milhouse schreibt die Botschaft „Trab pu Kcip! Trab pu Kcip!“ (Pick up Bart! = Bart abholen!) an die Wand – in Rückwärtsschrift wie das Kind in dem Film „Shining“ Gaststar: Phil Hartman |           |                                |                                            |                        |                                       |                 |                                                                                 |        |
| 74 | 15        | Ralph liebt Lisa               | I Love Lisa                                | 11. Feb. 1993          | 28. Aug. 1994                         | Wes Archer      | Frank Mula                                                                      | 9F13   |
| In Springfield ist Valentinstag. In der Grundschule bekommt jedes Kind in Lisas Klasse eine Valentinskarte – außer Ralph Wiggum. Aus Mitleid unterschreibt Lisa rasch eine Karte und steckt sie in Ralphs Briefkasten, worauf sich Ralph sofort in sie verliebt. Nach der Schule bringt er sie nach Hause, aber Lisa empfindet außer Mitleid nichts für Ralph. Sie versucht, ihm in der Schule aus dem Weg zu gehen, doch zu ihrem Unglück sollen sie in einer Schulaufführung zusammen spielen. Lisa will nichts mit Ralph zu tun haben, doch Ralph lässt nicht locker und lädt sie ein, mit ihm in die Krusty Jubiläumsshow zu gehen. Lisa ist hin- und hergerissen. Einerseits wäre sie gern bei der Show dabei, andererseits will sie aber Ralph nicht das Gefühl geben, dass sie ihn mag. Homer rät ihr schließlich zu gehen und die Show zu genießen. Bei Krustys Show bekommt Lisa jedoch Angst, zusammen mit Ralph gesehen zu werden. Als Krusty während der Aufzeichnung Leute aus dem Publikum interviewt und auch Ralph befragt, verkündet er stolz, mit Lisa bei der Show zu sein und bezeichnet sie als seine Freundin. Entsetzt entgegnet Lisa, sie habe ihm die Valentinskarte nur aus Mitleid geschenkt und bricht damit Ralphs Herz. Lisa tut es sehr leid und sie begreift, dass sie Ralph vor allen bloßgestellt hat. Sie will sich entschuldigen, bekommt aber vor der Theateraufführung der Springfielder Grundschule keine Gelegenheit mehr dazu. Ralph bringt seine Trauer in seine schauspielerische Darstellung ein und überwältigt das Publikum, sodass sich ihm nach der Aufführung junge Mädchen scharenweise an den Hals werfen. Später gibt Lisa Ralph eine weitere Karte, mit der sie ihn bittet, einfach nur ein Freund zu sein. |           |                                |                                            |                        |                                       |                 |                                                                                 |        |
| 75 | 16        | Keine Experimente              | Duffless                                   | 18. Feb. 1993          | 4. Sep. 1994                          | Jim Reardon     | David M. Stern                                                                  | 9F14   |
| Homer wird wegen Alkohol am Steuer verhaftet, als er mit Barney nach einer Besichtigung der Duff-Bier-Brauerei nach Hause fährt. Er verliert seinen Führerschein und muss an Treffen der anonymen Alkoholiker teilnehmen. In der Zwischenzeit findet an der Grundschule von Springfield ein „Jugend forscht“ Ausstellung statt, bei der die Kinder verschiedene Wissenschaftsprojekte präsentieren. Dabei wirft Bart eine Riesentomate – das Wissenschaftsprojekt von Lisa – auf Rektor Skinner. Aus Rache beginnt Lisa daraufhin ein neues Experiment, mit dem sie beweisen will, dass ein Hamster klüger ist, als ihr Bruder Bart. Sie kreiert eine bestimmte Testanordnung, die der Hamster erfolgreich absolviert. Bart jedoch versagt kläglich. Nach einem Treffen mit den anonymen Alkoholikern beschließt Homer, Marges Rat zu befolgen und einen Monat keinen Alkohol zu trinken. Derweil findet Bart heraus, dass Lisa ihn mit ihrem Wissenschaftsprojekt bloßstellen will. Er stiehlt den Hamster, zieht ihm einen winzigen Pilotenanzug an und lässt ihn in einem Modellflugzeug fliegen, um damit zu beweisen, dass Hamster tatsächlich Flugzeuge fliegen können. Prompt wählt die Jury Barts Projekt auf den ersten Platz. Homer kann der Versuchung tatsächlich widerstehen und trinkt einen Monat keinen Alkohol. Als der Monat vorbei ist, läuft er sofort zu Moes Bar, um sich zu betrinken. Dort angekommen, stellt er allerdings fest, was der Alkohol aus den Stammgästen macht. Homer stellt sein Bier wieder ab und unternimmt stattdessen eine Radtour mit Marge. Als am Ende der Episode Homer mit Marge auf der Lenkstange Fahrrad fährt, erklingt das Lied „Raindrops keep fallin’ on my Head“ genau wie in dem Film „Zwei Banditen“ Gaststars: Phil Hartman und Marcia Wallace |           |                                |                                            |                        |                                       |                 |                                                                                 |        |
| 76 | 17        | Prinzessin von Zahnstein       | Last Exit to Springfield                   | 11. März 1993          | 31. Dez. 1996                         | Mark Kirkland   | Jay Kogen und Wallace Wolodarsky                                                | 9F15   |
| Der Gewerkschaftsführer, der die Angestellten des Atomkraftwerks von Springfield vertritt, verschwindet spurlos. Ausgerechnet während der neuen Tarifvertragsverhandlungen stehen die Angestellten jetzt ohne Vertreter da. Mr. Burns nutzt die Situation aus und plant, die zahnmedizinischen Versorgungsleistungen zu streichen. Im Gegenzug bietet er seinen Arbeitern Freibier an. Alle, auch Homer, wollen den Vorschlag annehmen – bis ihm aufgeht, dass er damit die Kosten für Lisas neue Zahnspange selbst zahlen muss. Bei einer Betriebsratsversammlung fordert er daher die anderen auf, den Vorschlag abzulehnen. Es gelingt ihm, seine Kollegen aufzuwiegeln und Homer wird zum neuen Betriebsrat des Kraftwerks gewählt. Ohne Zahnversorgungsleistungen muss Marge mit Lisa die billigste Zahnspange aussuchen, die gewaltig und grotesk aussieht. In der Zwischenzeit scheitern alle Versuche von Mr. Burns, Homer zu bestechen oder einzuschüchtern. Er schwört, ihn zu zermalmen, aber dennoch entschließen sich die Arbeiter unter Homers Führung zum Streik. Burns spielt seine Trumpfkarte aus und schaltet die Stromversorgung der Stadt ab – doch die Arbeiter bleiben unbeirrbar. Burns muss einsehen, dass er gegen Homers Führungspersönlichkeit keine Chance hat. Er macht den Vorschlag, die zahnmedizinische Versorgung wieder einzuführen, wenn Homer im Gegenzug seinen Posten als Betriebsrat aufgibt. Homer willigt ein und Lisa bekommt brandneue Hightech-Zahnklammern. Als Lisa die Billigzahnspange angelegt wird, zerschlägt sie den Spiegel, in dem sie sich betrachtet hat, so wie der Joker in „Batman“. Gaststar: Joyce Brothers |           |                                |                                            |                        |                                       |                 |                                                                                 |        |
| 77 | 18        | Nur ein Aprilscherz…           | So It’s Come to This: A Simpsons Clip Show | 1. Apr. 1993           | 11. Sep. 1994                         | Carlos Baeza    | Jon Vitti                                                                       | 9F17   |
| Als Aprilscherz stellt Homer saure Milch in den Kühlschrank, Bart trinkt die Milch und schwört Rache. Er lässt eine von Homers Bierdosen im Baumarkt von einem Hochgeschwindigkeitsfarbmixer ordentlich durchrütteln, bevor er sie wieder in den Kühlschrank zurückstellt. Als Homer die Dose öffnet, wird das Haus von einer gewaltigen Explosion erschüttert und Bierschaum schießt in den Himmel. Homer muss ins Krankenhaus und wird geröntgt. Dabei stellt der Arzt einige Anomalitäten fest, die Marge an einige von Homers früheren beinahe tödlichen Erlebnissen erinnert. Als es Homer etwas besser geht, gedenken die Simpsons gemeinsam vergangener Katastrophen. Schließlich geht es Homer so gut, dass er aufstehen kann. Als er jedoch versucht, sich aus einem Automaten im Krankenhaus Süßigkeiten zu holen, begräbt ihn die Maschine unter sich und er fällt ins Koma. Bart spricht zu ihm und erinnert an all den Spaß, den sie hatten. Dabei gesteht er auch, die explodierende Bierdose präpariert zu haben. Plötzlich erwacht Homer, greift nach Bart und würgt ihn. Barneys Versuch Homer mit dem Kissen zu ersticken und seine anschließende Flucht aus dem Krankenhaus parodieren die letzte Szene aus „Einer flog über das Kuckucksnest“. |           |                                |                                            |                        |                                       |                 |                                                                                 |        |
| 78 | 19        | Wir vom Trickfilm              | The Front                                  | 15. Apr. 1993          | 31. Okt. 1996                         | Rich Moore      | Adam I. Lapidus                                                                 | 9F16   |
| Nachdem sie eine besonders schlechte “Itchy & Scratchy”-Episode gesehen haben, entschließen sich Bart und Lisa, selbst eine zu schreiben. Leider weist der Produzent der Sendung ihr Drehbuch ab, weil sie nicht volljährig sind. Die beiden schreiben daraufhin einfach Grampas Namen auf ihr Drehbuch – und dieser wird prompt als fester Autor eingestellt. In der Zwischenzeit rückt Marges und Homers Highschool-Treffen näher. Als nur Marge eine Einladung bekommt, gesteht Homer, dass er nie einen Abschluss gemacht hat, weil er damals einen Kurs vermasselt hat. Trotzdem geht er mit Marge zu dem Treffen und staubt eine Reihe von Preisen ab, die ihm aber alle wieder abgenommen werden, als Rektor Dondelinger sein Geheimnis enthüllt. Homer entschließt sich daraufhin, wieder zur Schule zu gehen und den Abschluss nachzuholen. Währenddessen gewinnt Grampa für die „Itchy & Scratchy“-Folge von Bart und Lisa einen Preis. Nachdem ihm die Auszeichnung von Brooke Shields überreicht worden ist, gesteht Grampa allerdings, dass er die Folge vor diesem Abend noch nie gesehen habe und die Sendung überhaupt für viel zu gewalttätig halte. Zuhause präsentiert Homer Marge strahlend sein neues Diplom. Die Episode endet mit einem Kurzfilm namens „Die Abenteuer von Ned Flanders“ mit Ned und der übrigen Flanders Familie. Gaststar: Brooke Shields |           |                                |                                            |                        |                                       |                 |                                                                                 |        |
| 79 | 20        | Das Schlangennest              | Whacking Day                               | 29. Apr. 1993          | 24. Juli 1994                         | Jeffrey Lynch   | John Swartzwelder                                                               | 9F18   |
| Einmal im Jahr prügeln die Springfielder auf Schlangen ein, was Lisa mit Hilfe von Bart verhindern will. Gaststar: Barry White |           |                                |                                            |                        |                                       |                 |                                                                                 |        |
| 80 | 21        | Marge wird verhaftet           | Marge in Chains                            | 6. Mai 1993            | 7. Aug. 1994                          | Jim Reardon     | Bill Oakley und Josh Weinstein                                                  | 9F20   |
| Die gefürchtete Osaka-Grippe trifft Springfield. Homer, Bart und Lisa werden krank und müssen von Marge gepflegt werden. Die drei sind sehr anspruchsvolle Patienten und treiben Marge mit ihren Sonderwünschen schier in den Wahnsinn. Als sie im Kwik-E-Mart Vorräte einkauft, vergisst sie in der ganzen Hektik, den Bourbon für Grampa zu bezahlen und wird wegen Ladendiebstahls verhaftet. Homer – wie immer knapp bei Kasse – heuert Lionel Hutz an, um Marge zu verteidigen. Die Gerichtsverhandlung ist allerdings eine Farce und die Geschworenen verurteilen sie zu 30 Tagen Gefängnis. Nun, da sie eingesperrt ist, fällt Marges Abwesenheit schmerzlich auf – den übrigen Simpsons wie auch beim jährlichen Wohltätigkeits-Kuchenverkauf. Ohne ihren berühmten Marshmallow-Kuchen gelingt es der städtischen Parkkommission nicht, das Geld für eine Statue von Abraham Lincoln zusammenzubekommen. Stattdessen reicht das Geld nur für eine Statue von Jimmy Carter. Als die Plastik enthüllt wird, kommt es zum Aufruhr unter den enttäuschten Bürgern. Marge wird aus dem Gefängnis entlassen. Die Einwohner heißen sie willkommen und entschuldigen sich, weil sie Marge nicht getraut haben. Gaststar: David Crosby |           |                                |                                            |                        |                                       |                 |                                                                                 |        |
| 81 | 22        | Krusty, der TV-Star            | Krusty Gets Kancelled                      | 13. Mai 1993           | 31. Juli 1994                         | David Silverman | John Swartzwelder                                                               | 9F19   |
| Ganz Springfield wird von einer gigantischen Werbekampagne in den Bann gezogen, die auf die Ankunft von Gabbo hinweist, einer Bauchrednerpuppe, die wie Jerry Lewis redet. Der Bauchredner Arthur Crandall tritt mit Gabbo jeden Nachmittag im Fernsehen auf – zeitgleich zu der Show von Krusty dem Clown. Bart und Lisa befürchten, dass die Konkurrenz Krustys Karriere gefährden könnte. Tatsächlich fallen Krustys Quoten rapide und seine Show wird abgesetzt. Krustys Bemühungen, einen neuen Job zu finden, oder zumindest etwas Geld beim Pferderennen zu gewinnen, scheitern kläglich. Fest entschlossen, Gabbo zu ruinieren, schleicht sich Bart hinter die Kulissen und schaltet die Kamera ein, als Gabbo sich gerade über sein Publikum lustig macht. Zusätzlich empfehlen Bart und Lisa Krusty, seine Karriere durch ein Special mit vielen Prominenten wieder anzukurbeln. Die beiden helfen Krusty und kontaktieren Stars wie Bette Midler, Hugh Hefner, Elizabeth Taylor und die Red Hot Chili Peppers. Alle außer Liz Taylor stimmen zu, in der Show mitzumachen. Mit der zusätzlichen Hilfe von Johnny Carson und Luke Perry wird das Special ein Riesenhit und Krustys Show wird wieder ausgestrahlt. Gabbo ist der Bauchredner-Puppe „Howdy Doody“ nachempfunden, die von 1947 bis 1960 tatsächlich eine eigene Show im US-TV hatte. Auch die Szene, in der Gabbo über sein Publikum herzieht, hat ein reales Vorbild. In einer US-Kindersendung in den 1950er Jahren verlor ein Moderator nach einem fast gleichen Vorfall sofort seinen Job. Gaststars: Johnny Carson, Hugh Hefner, Bette Midler, Barry White, Luke Perry, Elizabeth Taylor und Red Hot Chili Peppers |           |                                |                                            |                        |                                       |                 |                                                                                 |        |

## Rezeption

### Kritik
„Nach einem bitterbösen dritten Jahr im Leben der gelben Familie Simpson schafft es die vierte Season nicht durchweg, die Messlatte weiter nach oben zu legen, im Gegenteil. Vor allem gegen Ende der Staffel scheinen den Machern die Ideen ausgegangen zu sein, was sie dazu verleitete, in der Vergangenheit der Serie zu schwelgen und immer wieder bereits gezeigte Szenen zu verwenden. Dies passiert des Öfteren in diesem vierten Jahr, was es zu bedauern gilt. Auch die Halloween-Folge ist nicht derart kreativ geraten, wie frühere Folgen.“

### Auszeichnungen
1993 war das erste Jahr, in welchem die Simpsons nicht für die Primetime Emmy Awards in der Kategorie Outstanding Animated Program (for Programming Less Than One Hour) nominiert waren. Ein Grund dafür war, dass die Nominierungsregeln im Frühjahr 1993 geändert wurden und die Simpsons nun der Kategorie Outstanding Comedy Series zugeordnet wurden. Zwar reichten die Produzenten zwei Folgen ein, die dann von Wählern und der Jury ausgezeichnet werden könnten, jedoch zögerten die beiden Parteien und schafften es nicht zu einer Nominierung. Dan Castellaneta wurde für einen Emmy in der Kategorie Outstanding Voice-Over Leistung ausgezeichnet. Zusätzlich wurde die Horror-Episode Bösartige Spiele in der Emmy-Kategorie Outstanding Individual Achievement in Music Composition for a Series (Dramatic Underscore) nominiert.
Neben den Emmy-Awards konnte auch ein Annie Award in der Kategorie Best Animated Television Program, ein Genesis Award in der Rubrik Best Television Prime Time Animated Series und ein Saturn Award für Best Television Series gewonnen werden.

## DVD-Veröffentlichung
Die komplette vierte Staffel wurde als DVD-Box von 20th Century Fox in den Vereinigten Staaten am 15. Juni 2004 veröffentlicht. In Deutschland und Österreich war die Box ab dem 7. Oktober 2004 im Handel erhältlich. Neben allen Episoden enthält die DVD Bonusmaterial wie Kommentare zu jeder Episode.